# 周朝著
周朝著（？年—？年），山西遼州和順縣人，民籍。

## 生平
師從同乡虎谷先生王雲鳳。正德五年（1510年）庚午科山西鄉試舉人，嘉靖五年（1526年）丙戌科第二甲第九名進士。授工部主事，历员外郎，官至工部郎中。